# Maciej Jabłonowski (1569–1619)
Maciej Jabłonowski herbu Prus III (ur. 1569, zm. 1619) – rotmistrz królewski,  szlachcic, posiadacz własnej roty, własnego zaciągu, którego był dowódcą, obrońca kresów.
Był synem Walentego Jabłonowskiego, herbu Prus III (zm. 1603), s. Jerzego.
Jego żoną została Katarzyna Kłomnicka (ur. 1579, zm. po 1621); po 1619 wyszła za podczaszego podolskiego Jakuba Potockiego.
Jego synem był Jan Jabłonowski (ur. 1600 w Łuczy koło Jabłonowa, zm. 1647) – miecznik wielki koronny od 1642, podczaszy wielki koronny od 1638, marszałek Sejmu Rzeczypospolitej Obojga Narodów (1637 i 1640).
Prawnuczką  jego  była Anna Leszczyńska, żona Rafała Leszczyńskiego – matka króla Stanisława Leszczyńskiego.
Został rotmistrzem królewskim za panowania Stefana Batorego i był nim za Zygmunta III Wazy. Odznaczył się dużą ofiarnością, przede wszystkim jako wojownik, który na potrzeby wojny i wojska nie szczędził pieniędzy. Za rządów Zygmunta III Wazy przeniósł się z centrum Rzeczypospolitej na Pokucie do Łuczy; najprawdopodobniej dla obrony kresów. Dla tych celów posiadał własną rotę i własny zaciąg, którymi dowodził.
Zmarł w 1619 r.

## Źródła
- Polski Słownik Biograficzny (t. 10)